# Transeius msabahaensis
Transeius msabahaensis är en spindeldjursart som först beskrevs av Moraes och D. McMurtry 1989.  Transeius msabahaensis ingår i släktet Transeius och familjen Phytoseiidae. Inga underarter finns listade i Catalogue of Life.